# Список заповедников Азербайджана
В Азербайджане насчитывается 11 природных заповедников, согласно данным Министерства культуры и туризма Азербайджана./ Государственные заповедники и другие природоохранные земли занимают 2,5 % территории Азербайджана. Деятельностью по охране флоры и фауны и заповедниками в стране занимается Министерство экологии и природных ресурсов Азербайджана.
Созданы заповедники с целью сохранения в первозданном виде характерных и редких природных комплексов, а также изучения природных процессов и событий. На территории заповедников запрещено использование в хозяйственных целях земель, а также находящихся в их пределах воды, растительного и животного мира.

## Список заповедников
| №   | Название                                                                 | Провинция                                    | Площадь, га | Дата основания  | Информация | Фото                    | Карта                                                  |
| 1.  | Гёйгёльский заповедник (Преобразован в национальный парк)                | Гёйгёльский район                            | 12 755      | 1925            | Большая часть заповедника (6739 га) покрыта лесами. После создания был ликвидирован, но в 1965 году был восстановлен вновь. С 2008 года стал Национальным парком.                          | Озеро Гёйгёль           |                                                        |
| 2.  | Гызылагачский заповедник                                                 | Ленкоранский район                           | 88 400      | 1929            | 45 000 га территории заповедника занимает акватория одноимённого залива. По размерам является первым заповедником в Азербайджане, а по дате основания — третьим.                           |                         |                                                        |
| 3.  | Закатальский заповедник                                                  | Закатальский район                           | 25 200      | 1929            | 15 772 га территории занимают леса. | Закатальский заповедник | Список заповедников Азербайджана (Азербайджан) · Точка |
| 4.  | Турианчайский заповедник                                                 | Шекинский район                              | 22 500      | 1958            | Изначально заповедник был создан на площади 12 630 га, затем в 2003 году был расширен. |                         | Список заповедников Азербайджана (Азербайджан) · Точка |
|     | Пиргулинский заповедник (присоединен к Шахдагскому национальному парку ) | Шемахинский район                            | 4274        | 1968            | Ранее был создан на территории площадью 1 521 га. В 2003 году территория заповедника была расширена.                                                                                       |                         |                                                        |
| 5.  | Ширванский заповедник                                                    | Ширван                                       | 6232        | 1969            | Территория заповедника была расширена в 1982 и 2003 годах. Отличается наличием джейранов, численность которых была увеличена (в 1961 году обитало 177, а в 2008 году число достигло 3000). |                         | Список заповедников Азербайджана (Азербайджан) · Точка |
| 6.  | Гараязский заповедник                                                    | Акстафинский район                           | 9568        | 1978            | Территория заповедника была расширена в 2003 году. |                         | Список заповедников Азербайджана (Азербайджан) · Точка |
| 7.  | Басутчайский заповедник                                                  | Зангеланский район                           | 107         | 1974            | |                         | Список заповедников Азербайджана (Азербайджан) · Точка |
| 8.  | Исмаиллинский заповедник                                                 | Исмаиллинский район                          | 5778        | 1981            | Территория заповедника была расширена в 2003 году. |                         |                                                        |
| 9.  | Гарагельский заповедник                                                  | Лачинский район                              | 240         | 1987            | |                         | Список заповедников Азербайджана (Азербайджан) · Точка |
|     | Илисуинский заповедник (присоединен к Шахдагскому национальному парку )  | Кахский район                                | 17 381      | 1987            | Территория заповедника была расширена в 2003 году. |                         |                                                        |
| 10. | Шахбузский заповедник                                                    | Шахбузский район                             | 3139        | 2003            | Заповедник находится на Батабатской территории. |                         | Список заповедников Азербайджана (Азербайджан) · Точка |
| 11. | Заповедник «Эльдарская сосна»                                            | Самухский район                              | 392         | 2004            | Заповедник ранее функционировал как филиал Гёйгёльского заповединка. Основной целью создания заповедника является сохранение эльдарской сосны.                                             |                         |                                                        |
| 12. | Шушинский государственный историко-архитектурный заповедник              | Шушинский район                              | 290         | 1977            | |                         |                                                        |
| 13  | Грязевые вулканы                                                         | Абшеронский район                            | 12322       | 2007            | |                         |                                                        |
| 14  | Шахдагский национальный парк                                             | Губа, Гусар, Шемахы, Исмаиллы, Габала и Огуз | 130         | 2008            | Создан объединение Исмаиллинского и Пиргулинского заповедников. На территории заповедника находится самая высокая гора Азербайджана — Базардюзю.                                           |                         | Список заповедников Азербайджана (Азербайджан) · Точка |
| 15  | Государственный историко-культурный заповедник «Ордубад»                 |                                              |             | 21 февраля 2024 | |                         |                                                        |